# Кочумдек (приток Нижней Тунгуски)
Кочумдек — река в Эвенкийском районе Красноярского края России, правый приток Нижней Тунгуски. Длина реки — 200 км. Площадь водосборного бассейна — 6160 км².
Река берёт начало из небольшого озерка на Тунгусском плато, к востоку от озера Онёко, на высоте более 500 м над уровнем моря. От истока течёт преимущественно на юг по горной и холмистой тайге с преобладанием ели, лиственницы и берёзы. После впадения Биракчана поворачивает на юго-восток. В среднем течении русло реки расширяется, местами до 100 м. Приняв слева Хаимкэн, поворачивает на юго-запад. Впадает в Нижнюю Тунгуску по правому берегу на отметке 53 м над уровнем моря, ниже впадения Тутончаны, в 386 км от устья Нижней Тунгуски. При устье Кочумдека находится одноимённая фактория. Ширина перед устьем составляет 110 м при глубине 1,1 м, скорость течения перед устьем — 1,1 м/с. 

## Основные притоки
Указаны поименованные притоки длиной 30 км и более
| Название                     | Расстояние от устья | Длина | Положение |
| ---------------------------- | ------------------- | ----- | --------- |
| Нёгли                        | 40                  | 71    | правый    |
| Хаимкэн                      | 76                  | 30    | левый     |
| Талдык (с Правым Гуткэчером) | 118                 | 72    | левый     |
| Гуткэчен                     | 128                 | 33    | правый    |
| Левый Кочумдек               | 155                 | 38    | левый     |
| Правый Кочумдек              | 156                 | 46    | правый    |

## Данные водного реестра
По данным государственного водного реестра России и геоинформационной системы водохозяйственного районирования территории РФ, подготовленной Федеральным агентством водных ресурсов:
- Бассейновый округ — Енисейский
- Речной бассейн — Енисей
- Речной подбассейн — Нижняя Тунгуска
- Водохозяйственный участок — Нижняя Тунгуска от водомерного поста посёлка Учами до устья
- Код водного объекта — 17010700412116100092731